# Національна премія України імені Тараса Шевченка — лауреати 2014 року
Список лауреатів Національної премії України імені Тараса Шевченка за 2014 рік
| Номінація                               | Лауреат | Обґрунтування |
| --------------------------------------- | --- | --- |
| Театральне мистецтво                    | Василенко Василь Якович, диригент-постановник Курочка Марія Вікторівна, режисер-постановник, громадянка Федеративної Республіки Німеччина Стрельцова Людмила Семенівна, хормейстер Рябенький Василь Іванович (посмертно) Плеханова Тетяна Олександрівна, виконавець вокальної партії | за оперу Р. Вагнера «Летючий Голландець» Донецького національного академічного театру опери та балету імені А. Б. Солов'яненка |
| Літературознавство та мистецтвознавство | Гаюк Ірина Яківна, культуролог-філософ | за книгу «Ілюстрована енциклопедія вірменської культури в Україні»                                                             |
| Література                              | Дочинець Мирослав Іванович, письменник | за романи «Криничар. Діяріюш найбагатшого чоловіка Мукачівської домінії» та «Горянин. Води Господніх русел»                    |
| Образотворче мистецтво                  | Медвідь Любомир Мирославович, художник | за цикл живописних творів «Ремінісценції»                                                                                      |
| Музичне мистецтво                       | Монастирська Людмила Вікторівна, артистка | за вокальні партії в оперних виставах                                                                                          |

На 2014 рік розмір Національної премії України імені Тараса Шевченка встановлений у розмірі 260 тисяч гривень кожна.